# Aporia (mariposa)
Aporia es un género  de mariposas de la familia Pieridae. Se encuentra en la región del Paleártico.

## Especies
- Aporia acraea (Oberthür, 1885)
- Aporia agathon (Gray, 1831)
- Aporia bernardi Koiwaya, 1989
- Aporia bieti (Oberthür, 1884)
- Aporia crataegi (Linnaeus, 1758)
- Aporia delavayi (Oberthür, 1890)
- Aporia genestieri (Oberthür, 1902)
- Aporia giacomazzoi Della Bruna, Gallo & Sbordoni, 2003
- Aporia gigantea Koiwaya, 1993
- Aporia goutellei (Oberthür, 1886)
- Aporia harrietae (Nicéville, 1893)
- Aporia hastata (Oberthür, 1892)
- Aporia hippia (Bremer, 1861)
- Aporia howarthi Bernardi, 1961
- Aporia joubini (Oberthür, 1913)
- Aporia kamei Koiwaya, 1989
- Aporia kanekoi Koiwaya, 1989
- Aporia largeteaui (Oberthür, 1881)
- Aporia larraldei (Oberthür, 1876)
- Aporia lemoulti (Bernardi, 1944)
- Aporia leucodice (Eversmann, 1843)
- Aporia lhamo (Oberthür, 1893)
- Aporia martineti (Oberthür, 1884)
- Aporia monbeigi (Oberthür, 1917)
- Aporia nabellica (Boisduval, 1836)
- Aporia nishimurai Koiwaya, 1989
- Aporia oberthuri (Leech, 1890)
- Aporia potanini Alphéraky, 1889
- Aporia procris Leech, 1890
- Aporia signiana Sugiyama, 1994
- Aporia tayiensis Yoshino, 1995
- Aporia tsinglingica (Verity, 1911)
- Aporia uedai Koiwaya, 1989